# Teatro Bolshoi
O Teatro Bolshoi (em russo:  Большой театр - O Grande Teatro) Antes da Revolução de Outubro fazia parte dos Teatros Imperiais do Império Russo, juntamente com o Teatro Maly (Pequeno Teatro) em Moscou e alguns teatros em São Petersburgo (Teatro Hermitage, Teatro Bolshoi (Kamenny), mais tarde Teatro Mariinsky e outros).
O Ballet Bolshoi e a Ópera Bolshoi estão entre as mais antigas e conhecidas companhias de balé e ópera do mundo. É de longe a maior companhia de balé do mundo, com mais de 200 bailarinos. O teatro é a companhia-mãe da Academia de Ballet Bolshoi, uma das principais escolas de balé. Possui filial na Escola do Teatro Bolshoi, em Joinville.
O edifício principal do teatro, reconstruído e renovado várias vezes durante sua história, é um marco de Moscou e da Rússia (sua icônica fachada neoclássica é retratada na nota russa de 100 rublos). Em 28 de outubro de 2011, o Bolshoi reabriu após uma extensa reforma de seis anos. O custo oficial da renovação é de 21 bilhões de rublos (US$ 688 milhões). No entanto, outras autoridades russas e outras pessoas ligadas a ele alegaram que muito mais dinheiro público foi gasto. A renovação incluiu restaurar a acústica para a qualidade original (que tinha sido perdida durante a Era Soviética), bem como restaurar a decoração imperial original do Bolshoi.

## História
Durante o mês de março de 1776, o príncipe Piotr Uroussov recebeu a permissão da imperatriz Catarina II da Rússia para organizar representações teatrais, concertos e mascaradas.
A trupe do Bolshoi foi fundada em 1776 por Pierre Uroussov e Michael Maddox, o seu associado britânico. Inicialmente, a companhia teatral apresentava-se em locais privados, mas em 1780 adquiriu o Teatro Petrovsky na rua Petrovka e começou a produzir peças teatrais e óperas. Desde a sua criação, o Teatro Bolshoi sedia sua companhia de ballet. O Bolshoi tem sido palco de numerosas estreias históricas, incluindo a de 4 de março de 1877 do famoso bailado O Lago dos Cisnes de Pyotr Ilyich Tchaikovsky, e de várias composições de Sergei Rachmaninoff.

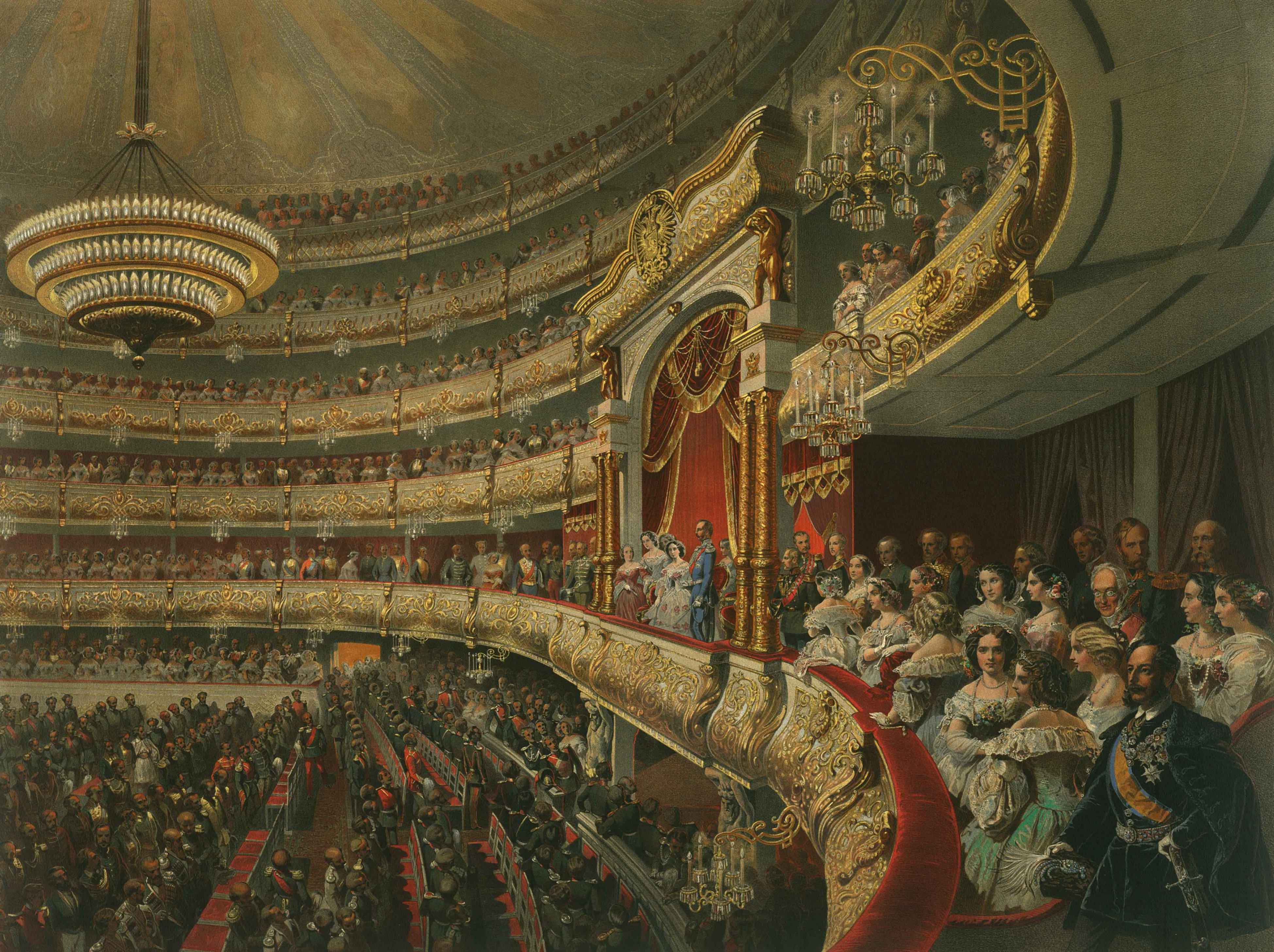
Representação no teatro Bolshoi em 1856 - do livro da Coroação do Czar Alexandre II

O Teatro Bolshoi possui uma única filial de sua escola de balé fora da Rússia. A filial situa-se na cidade de Joinville (Santa Catarina), no Brasil.
O arquiteto criador do teatro, o russo Osip Ivanovich Bové, também conhecido como Joseph Bové, também foi o grande reconstrutor de Moscou depois do Incêndio de Moscou em 1812. O edifício que hoje se pode ver foi construído em 1825 sobre os restos do Teatro Petrovsky. O teatro foi inaugurado em 18 de janeiro de 1825 com a representação do ballet "Cinderela" do compositor catalão Fernando Sor.
Entre julho de 2005 e outubro de 2011 o teatro esteve em profunda remodelação. No início das obras, os técnicos descobriram que a instabilidade do edifício era maior que o esperado, o que fez as obras prologarem-se por seis anos a um custo de cerca de 500 milhões de euros. A renovação incluiu a restauração da qualidade acústica original (que foi perdida depois de modificações levadas a cabo durante a época soviética), bem como a restauração da decoração que remonta à estética da Rússia Imperial.